# Fastpoholmen
Fastpoholmen (FPH) er world-, reggae-, folk-band med otte medlemmer, der har rødder i Sverige, men har base i København. FastPoHolmens musik udspringer fra sangskriver Adam Fastholms sange og kompositioner.
Adam er dansk, men er vokset op i Sverige. Sammen med sin kusine, sangerinden Dawn Fastholm, grundlagde han FastPoHolmen i 2007.
I juli 2010 udgav FPH debutalbummet En Stund på det nyetablerede pladeselskab Free Kids Records, der har til huse på Nørrebro i København. Bookingbureauet Beatbox fik ørerne op for bandet og startede et samarbejde med FPH tidligt 2011. I foråret 2011 blev En Stund genudgivet på et nyt distributionsselskab. Pladen fik gode anmeldelser, og bandet blev booket til blandt andet Spot-festival og koncerter rundt omkring i Danmark og Sydsverige.
Nummeret "Himlen" blev stemt ind på toppen af Det Elektriske Barometer på P3 og blev liggende i 10 uger. Sangen "Min Kära" blev den mest spillede sang på P6 i maj 2011, og avisen Urban udnævnte phonogrammet til et af årets album i 2011.
Frem til den første udgivelse af En stund var det mest som duo, at FastPoHolmen præsenterede deres musik, til tider bakket op af deres musikdyrkende venner og familie. Men i takt med albummets succes og at der rullede flere og større jobs ind, kom der flere bandmedlemmer til; og på Roskilde Festivals Pavillon-scene i 2011 præsenterede FastPoHolmen sig for første gang som et ottemandsorkester. Fra da af bestod FastPoHolmen udover Adam og Dawn af Thomas Fløe Nielsen, Kristoffer Sidenius, Jay Habib, Trine Trash, Kristian Rinck-Henriksen og Anders Juhl Nielsen.
Roskildekoncerten høstede rigtig gode anmeldelser fra de store dagblade og musikmagasiner[kilde mangler] og skabte interesse for flere koncerter rundt omkring i Danmark, blandt andet i Voxhall i Aarhus, Vega i København, Posten i Odense, Stars i Vordingborg, Klaverfabrikken Hillerød, Gimle Roskilde mv.
I foråret 2012 begyndte forberedelserne til et nyt album; sommer- og efterårsaftener og -nætter blev brugt i Compound studio på Sankt Hans torv sammen med producer Thomas Fritsche.
I midten af marts 2013 udkom Fastpoholmens andet album, Andas In. Albummet fik rigtigt pæne anmeldelser i både danske og nu også svenske medier. Albummet blev fulgt op af en lang række koncerter; heriblandt Øresundsfestival, Putte i Parken, Öland Roots, Scandinavia Reggae Festival og af en danmarksturne fra Syd- til Norddanmark.
I november 2013 modtog Fastpoholmen en Danish Music Award for årets bedste world-album.

## Diskografi
- En Stund (2010)
- Andas In (2013)
- Drömmer Du? (2016)
- Camping Orchestern (2019)

## Eksterne kilder og henvisninger
- Fastpoholmen på DR musik
- Fastpoholmen på Discogs
- Fastpoholmen på MusicBrainz
- Arbejderen Arkiveret 16. april 2014 hos  Wayback Machine 2011
- Politikken 2011 Arkiveret 13. januar 2013 hos  Wayback Machine
- Gaffa.dk 2010 Arkiveret 14. april 2011 hos  Wayback Machine
- GAFFA.SE 2013 Arkiveret 16. april 2014 hos  Wayback Machine
- GAFFA.DK 2013 Arkiveret 16. april 2014 hos  Wayback Machine
- IKON1931.SE Arkiveret 16. april 2014 hos  Wayback Machine 2013
- LYDTAPETET.NET Arkiveret 17. april 2014 hos  Wayback Machine Arkiveret 17. april 2014 hos  Wayback Machine2013
- Fastpoholmens hjemmeside Arkiveret 2. februar 2011 hos  Wayback Machine
- Fastpoholmens pressekit Arkiveret 16. april 2014 hos  Wayback Machine